# Contea di Hamilton (Florida)
La contea di Hamilton (in inglese Hamilton County) è una contea della Florida, negli Stati Uniti. Il suo capoluogo amministrativo è Jasper.

## Geografia fisica
La contea si trova nel nord-est dello Stato, al confine con la Georgia. La contea ha un'area di 1.345 km² di cui lo 0.86% è coperta d'acqua.
La contea (spesso definita “una penisola nella penisola”) è separata dal resto della Florida dal fiume Withlacoochee a ovest e dal fiume Suwannee a est e a sud. Al centro della contea scorre il fiume Alapaha, chiamato “fiume di sabbia”, che in alcuni periodi dell’anno scompare sotto terra, lasciando un letto sabbioso asciutto.

### Contee confinanti
- Contea di Echols (Georgia) - nord
- Contea di Columbia - est
- Contea di Suwannee - sud
- Contea di Madison - ovest
- Contea di Lowndes (Georgia) - nord-ovest
- Contea di Brooks (Georgia) - nord-ovest

## Storia
La contea di Hamilton fu creata nel 1827 e fu chiamata così in onore di Alexander Hamilton, primo Segretario al tesoro degli Stati Uniti.

## Comuni
- Jasper (capoluogo) - city
- White Springs - town
- Jennings - town

## Politica
| Anno | Repubblicani | Democratici | Altri |
| ---- | ------------ | ----------- | ----- |
| 2004 | 55%          | 44,5%       | 0,5%  |
| 2000 | 54,1%        | 43,4%       | 2,4%  |
| 1996 | 41,4%        | 47,2%       | 11,4% |
| 1992 | 37,6%        | 43,5%       | 18,9% |
| 1988 | 60,7%        | 28,8%       | 0,5%  |